# Nick Drake
Nicholas Rodney Drake, bedre kendt som Nick Drake, (født 19. juni 1948, død 25. november 1974) var en britisk sanger og sangskriver. Nick Drakes musik fandt inspiration i folk, blues og klassisk musik, og var kendetegnet af poetiske og melankolske tekster, hans særegne guitarspil, og rolige, let baritone vokal. Nick Drakes tre studiealbums floppede kommercielt ved udgivelserne, og Drake led af svære depressioner, hvilket i sidste ende førte til hans selvmord i 1974. I årene efter hans død, er Drakes musik imidlertid blevet mere og mere berømt, og han regnes i dag for en vigtig og indflydelsesrig musiker, der især har haft stor betydning for den moderne singer/songwriter-genre.

## Biografi
Nick Drake blev født i Myanmar, hvor familien var bosat, og hans far arbejdede for en tømmervirksomhed i Rangoon. Nick Drake var lillebror til Gabrielle Drake, som gjorde karriere som skuespiller. Hans opvækst var præget af det britiske kostskolemiljø. Drake blev optaget på Cambridge University, hvor han mødte musikalsk interesserede medstuderende.
Han begyndte at skrive sange og optrådte med disse ved enkelte lejligheder. Han kom i kontakt med pladeproduceren Joe Boyd, der på daværende tidspunkt var kendt for sit samarbejde med Fairport Convention og Pink Floyd.
Med Boyd som producer indspillede Drake i 1969 albummet Five Leaves Left, der indeholder to af hans mest kendte numre, River Man og Time has Told Me.
Drake brød sig ikke om at optræde live, og det var derfor vanskeligt at promovere pladen, der ikke blev en kommerciel succes og kun fik kortfattede anmeldelser i musikpressen.
Hans næste plade Bryter Layter fra 1970 havde også Joe Boyd som producer, og var præget af et højere ambitionsniveau, rent musikalsk. På albummet er Drake bakket op af musikere fra Fairport Convention, John Cale fra The Velvet Underground, samt Mike Kowalski og Ed Carter, der begge var backingmusikere for The Beach Boys. Det tog derfor hårdt på Drake, da heller ikke denne plade blev nogen succes. Han flyttede hjem til sine forældre, trak sig gradvis mere tilbage, og kom i behandling for depressioner.
Efter en længere pause udgav han albummet Pink Moon i 1972, der er en meget spartansk plade med Drake som eneste musiker. Teksterne på denne plade er præget af ensomhed, desperation og angst; temaer, der i et vist omfang også findes på de to første udgivelser, hvor humor og poesi dog også er til stede i betydeligt omgang. Pink Moon solgte endnu dårligere end de to forrige albums, men fik dog positiv respons fra visse kritikere, bl.a. Stephen Holden fra Rolling Stone. Nick Drake indspillede nogle få sange efter Pink Moon, bl.a. den dystre Black Eyed Dog, men Drakes depression var blevet så alvorlig, at han til sidst var helt ude af stand til at spille musik.
Om morgenen den 25. november 1974 blev Drake fundet død i sin seng efter at have taget en overdosis af sovepiller. Det er stadig uklart, om der var tale om selvmord eller et uheld. På lægens dødsattest er Drakes død dog angivet som selvmord.

## Berømmelse efter sin død
Først adskillige år efter sin død er Nick Drake blevet en alment kendt og anerkendt sangskriver. Det skyldes ikke mindst, at kolleger som John Martyn, Paul Weller og Richard Thompson har omtalt ham som en inspirationskilde. John Martyn og Nick Drake var tætte venner, - Martyns sang "Solid Air", fra albummet af samme navn, er dedikeret til Nick Drake og omhandler hans problemer med svær depression.
Det var især i 1990'erne og i 00'erne, at Nick Drake endelig fik sit gennembrud. Det skete bl.a. ved, at sangen Pink Moon blev brugt i en amerikansk reklamefilm for Volkswagen i 1999. Adskillige nutidige kunstnere har fremhævet Drake som en inspirationskilde; bl.a. Robert Smith fra The Cure og Peter Buck fra R.E.M. Det skotske rockband Mogwai har opkaldt en sang efter Drake, og guitaristen i Blur, Graham Coxon har hyldet Drake i en sangtekst: "I wish I could bring Nick Drake back to life". Desuden er skuespilleren Brad Pitt erklæret fan, og har indspillet fortællerstemme til et radioprogram om Drake. Pink Moon har optrådt på både Melody Makers og Rolling Stones lister over de bedste albums nogensinde.
I den anledning er der udsendt en række opsamlingsplader og bokssæt; flere med numre, der først er fundet og udgivet efter Drakes død. Genudgivelserne af Drakes albums i 00'erne blev mødt med enorm kritikerros fra flere store musikmagasiner. Pink Moon har fået topkarakterer fra Allmusic, Rolling Stone, Q Magazine m.fl.
Nick Drakes sange er blevet fortolket af utallige kunstnere, i Danmark bl.a. af Caroline Henderson.

## Biografier
På engelsk rummer Patrick Humphriess Nick Drake – the biography den mest udførlige beskrivelse af sangerens liv og værk, om end han desværre ikke har fået lov af familien til at citere Drakes tekster. Det privilegium fik Gorm Henrik Rasmussen til gengæld i forbindelse med sin kortfattede, men meget personlige bog Pink Moon, der faktisk var den første bogudgivelse om Nick Drake overhovedet. I denne bog findes også en række tekster til sange, der ikke er udgivet med Nick Drake.
Derudover har det danske musikmagasin Geiger haft en længere artikel om Drake.

## Diskografi

### Studiealbums
- Five Leaves Left (1969)
- Bryter Layter (1970)
- Pink Moon (1972)

### Opsamlinger
- Nick Drake (1971)
- Fruit Tree (1979)
- Heaven in a Wild Flower: An Exploration of Nick Drake (1985)
- Time of No Reply (1986)
- Way to Blue: - An Introduction to Nick Drake (1994)
- Made To Love Magic (2004)
- A Treasury (2004)
- Family Tree (2007)

Alle udgivelser er udgivet af Island Records.